# Marie Tereza Cybo-Malaspina
Marie Tereza Cybo-Malaspina (29. červen 1725 – 29. prosinec 1790) byla v letech 1731 až 1790 vévodkyní z Massy a princeznou z Carrary. Narodila se jako nejstarší potomek Alderana I. Cybo-Malaspina a jeho manželky Ricciardy Gonzagy. Jejím manželem byl modenský vévoda Ercole III. d'Este.

## Život
Marie Tereza se narodila ve městě Novellara. Jako nejstarší potomek byla otcovou primární dědičkou. Její otec zemřel 18. srpna 1731, když jí bylo teprve šest let.
V zastoupení byla provdána za Evžena Jana Františka Savojského ze Soissons, vnuka prince Ludvíka Tomáše Savojsko-Carignanského. Pár se však nikdy nesetkal kvůli princově smrti v roce 1734.
V roce 1741 se provdala za Ercola Rinalda d'Este, dědice Modeny a Reggia. Vévodství Massa a knížectví Carrara pak byly připojeny k modenskému vévodství.
V roce 1744 Marie Tereza dospěla a matka byla zbavena regentství. Reformovala zákony, stavěla nemocnice a podporovala umění, kulturu a architekturu. Marie Tereza byla chválena za pomoc při založení uměleckých akademií v Cerraře a, po korespondenci se španělským dvorem, vytvoření Akademie v Madridu.
Císařovna Marie Terezie sjednala sňatek svého čtvrtého syna Ferdinanda s dcerou Marie Terezy 15. října 1771 v Miláně. Z tohoto manželství vzešli Rakouští-Este, vedlejší větev Habsbursko-Lotrinských, která vládla v Modeně v letech 1814 až 1859.
Marie Tereza zemřela v roce 1790 v Modeně. Její ostatní tituly vévodkyně z Ajella, baronka di Paduli, vládnoucí dáma Monety a Avenzy a dáma z Laga, Laghitella, Serry a Terati přešly na její dceru Marii Beatrice.

## Rodina
Marie Tereza a Ercole III. spolu měli dvě děti:
- 1. Marie Beatrice d'Este (7. 4. 1750 Modena – 14. 11. 1829 Vídeň)[1], dědička Modeny, Reggia, Massy a Carrary, spolu s manželem pohřbena v kapucínské kryptě ve Vídni[2]
⚭ 1771 Ferdinand Karel Habsbursko-Lotrinský (1. 6. 1754 Vídeň – 24. 12. 1806 tamtéž), rakouský arcivévoda a místodržící v Lombardii[3]
- 2. Rinaldo František d'Este (4. 1. 1753 Modena – 5. 5. 1753 tamtéž)[4]

## Tituly a oslovení
- 29. června 1725 - 18. srpna 1731: Dona Marie Tereza
- 18. srpna 1731 - 16. dubna 1741: Vévodkyně z Massy
- 16. dubna 1741 - 22. dubna 1780: Dědičná princezna z Modeny, vévodkyně z Massy
- 22. února 1780 - 29. prosince 1790: Vévodkyně z Modeny, vévodkyně z Massy